# Trigonopsis vinaria
Trigonopsis vinaria är en svampart som först beskrevs av Y. Ohara, Nonom. & Yunome ex M.T. Sm., och fick sitt nu gällande namn av Kurtzman & Robnett 2007. Trigonopsis vinaria ingår i släktet Trigonopsis, ordningen Saccharomycetales, klassen Saccharomycetes, divisionen sporsäcksvampar och riket svampar.   Inga underarter finns listade i Catalogue of Life.